# Madison Smartt Bell
Madison Smartt Bell (Nashville, 1º agosto 1957) è uno scrittore statunitense.

## Biografia
Nato e cresciuto a Nashville, Tennessee, Bell ha vissuto a New York e Londra prima di stabilirsi a Baltimora. Si è laureato all'Università di Princeton, dove ha vinto il Ward Mathis Prize ed il Francis Leymoyne Page award, ed all'Hollins University, dove ha vinto l'Andrew James Purdy fiction award.
Ha insegnato in diversi programmi di scrittura creativa, tra i quali l'Iowa Writers' Workshop, il Poetry Center of the 92nd Street Y ed i seminari di scrittura della Johns Hopkins University. 
È sposato alla poetessa Elizabeth Spires ed è professore al Goucher College di Towson, nel Maryland.
Il suo romanzo Quando le anime si sollevano (1995), primo volume di una trilogia sulla rivolta degli schiavi di Haiti del 1791 guidata da Toussaint Louverture, è stato finalista al National Book Award e al Premio PEN/Faulkner e ha vinto l'Anisfield-Wolf Book Award.
Ha scritto per riviste quali Harper's, The New York Review of Books, The Village Voice.

## Opere
- The Washington Square Ensemble (1983)
- Waiting For The End Of The World (1985)
- Straight Cut (1986)
- Zero db (1987)
- The Year Of Silence (1987)
- Soldier's Joy (1989)
- Barking Man (1990)
- Doctor Sleep (1991)
- Save Me, Joe Louis (1993)
- Quando le anime si sollevano (All Souls' Rising) (1995) Instar libri, 1999 ISBN 88-461-0028-X.
- Ten Indians (1996)
- Narrative Design: A Writer's Guide to Structure (1997)
- Narrative Design: Working with Imagination, Craft, and Form (2000)
- Il signore dei crocevia (Master of the Crossroads) (2000) Alet, 2000 ISBN 88-7520-006-8..
- Il Napoleone nero (The Stone That the Builder Refused) (2004) Alet, 2008 ISBN 978-88-7520-049-7
- Lavoisier in the Year One: The Birth of a New Science in an Age of Revolution (2005)
- Freedom's Gate: A Brief Life of Toussaint L'Ouverture (2007)